# Vần thông
Vần thông là một loại vần được tạo nên bởi sự hòa phối âm thanh giữa các tiếng được gieo vần, trong đó bộ phận cái (kể từ nguyên âm chính đến cuối âm tiết) không lặp lại hoàn toàn mà có thể khác biệt nhau chút ít. Ví dụ:
Nguyên âm chính chỉ gần giống nhau:
| “ | Đêm nay rừng hoang sương muối Đứng cạnh bên nhau chờ giặc tới | ” |

Âm cuối chi gần giống nhau:
| “ | Anh với tôi biết từng cơn ớn lạnh Sốt run người vầng trán ướt mồ hôi | ” |

Cả nguyên âm chính và âm cuối đều gần giống nhau:
| “ | Kì hộ lưng nhau ngang bờ cát trắng Quờ chân tìm hơi ấm đêm mưa. | ” |